# Bolszoje Brodino
Bolszoje Brodino (ros. Большое Бродино) – wieś w Rosji, w rejonie grazowieckim obwódu wołogodzkiego. W 2002 liczyła 9 mieszkańców, z kolei w 2010 populacja miejscowości wynosiła 8 osób.